# LaMarcus Aldridge
LaMarcus Nurae Aldridge (Dallas, 19 luglio 1985) è un ex cestista statunitense, professionista nella NBA.

## Caratteristiche tecniche
Alto 211 cm per 118 kg, era uno dei giocatori d'area più pericolosi dell'NBA. Era anche dotato di un ottimo jump-shot dalla media distanza, che gli ha permesso di giocare sia da centro che da ala grande.

## Carriera
Dopo aver frequentato la high school, Aldridge si inserì nel mondo dei college e decise di frequentare una delle più importanti università americane, Texas. Lì passò due anni, dal 2004 al 2006, totalizzando cifre da record: 15 punti, 9,2 rimbalzi con il 57% al tiro. Decise quindi di rendersi eleggibile al Draft del 2006, dove venne selezionato come seconda scelta assoluta, prima del suo futuro compagno di squadra Brandon Roy e dopo Andrea Bargnani.
Scelto dai Chicago Bulls fu subito girato ai Portland Trail Blazers. La prima stagione da rookie fu all'altezza delle aspettative (tanto che venne inserito nell'All-Rookie First Team), mentre nella seconda divenne il secondo migliore realizzatore della franchigia dell'Oregon, dopo Brandon Roy. L'anno dell'esplosione però è la stagione 2010-11, dove mantiene medie di 20,8 punti e 8,8 rimbalzi per partita aiutando i Blazers ad arrivare al sesto posto nella Western Conference. A fine anno arriva secondo nella classifica del Most Improved Player, dietro a Kevin Love. Nella stagione 2011-2012 Aldridge arriva per la prima volta in carriera a disputare l'All-Star Game.
Nel luglio 2015 passa ai San Antonio Spurs con un contratto da 80 milioni di dollari in 4 anni. Il 5 marzo 2021 lascia gli speroni tramite buyout. Dopo 23 giorni da svincolato firma un contratto al minimo salariale con i Brooklyn Nets. Il giocatore statunitense, dopo solo 5 partite con i Brooklyn Nets, ha annunciato il ritiro dal basket giocato a causa di un'irregolarità cardiaca accusata durante la partita disputata contro i Los Angeles Lakers. Il 2 settembre 2021, inaspettatamente, riceve l'ok medico per poter tornare in campo. Il 30 ottobre 2021, dopo la partita vinta contro gli Indiana Pacers, supera quota 20 000 punti segnati, entrando nel ristretto club dei 48 cestisti (al tempo) a raggiungere questo prestigioso traguardo.
Il 31 marzo 2023 annuncia il suo ritiro dal basket professionistico.

## Statistiche
| * | Primo nella lega |

### NCAA
| Anno      | Squadra         | PG | PT | MP   | TC%  | 3P% | TL%  | RP   | AP  | PRP | SP  | PP   |
| --------- | --------------- | -- | -- | ---- | ---- | --- | ---- | ---- | --- | --- | --- | ---- |
| 2004-2005 | Texas Longhorns | 16 | 16 | 22,2 | 66,3 | -   | 65,7 | 5,9  | 0,9 | 1,1 | 1,5 | 9,9  |
| 2005-2006 | Texas Longhorns | 37 | 37 | 33,7 | 56,9 | -   | 64,6 | 11,8 | 0,5 | 1,4 | 2,0 | 15,0 |
| Carriera  | Carriera        | 53 | 53 | 30,2 | 58,6 | -   | 64,9 | 10,0 | 0,6 | 1,3 | 1,8 | 13,5 |

#### Massimi in carriera
- Massimo di punti: 26 vs West Virginia (23 marzo 2006)[9]
- Massimo di rimbalzi: 26 vs Texas Tech (10 marzo 2006)
- Massimo di assist: 3 vs Coppin State (29 novembre 2004)
- Massimo di palle rubate: 4 vs Texas Tech (17 gennaio 2006)
- Massimo di stoppate: 5 (4 volte)
- Massimo di minuti giocati: 44 vs Louisiana State (25 marzo 2006)

### NBA

#### Regular season
| Anno      | Squadra             | PG    | PT  | MP   | TC%  | 3P%  | TL%  | RP   | AP  | PRP | SP  | PP   |
| --------- | ------------------- | ----- | --- | ---- | ---- | ---- | ---- | ---- | --- | --- | --- | ---- |
| 2006-2007 | Portland T. Blazers | 63    | 22  | 22,1 | 50,3 | 0,0  | 72,2 | 5,0  | 0,4 | 0,3 | 1,2 | 9,0  |
| 2007-2008 | Portland T. Blazers | 76    | 76  | 34,9 | 48,4 | 14,3 | 76,2 | 7,6  | 1,6 | 0,7 | 1,2 | 17,8 |
| 2008-2009 | Portland T. Blazers | 81    | 81  | 37,1 | 48,4 | 25,0 | 78,1 | 7,5  | 1,9 | 1,0 | 1,0 | 18,1 |
| 2009-2010 | Portland T. Blazers | 78    | 78  | 37,5 | 49,5 | 31,3 | 75,7 | 8,0  | 2,1 | 0,9 | 0,6 | 17,9 |
| 2010-2011 | Portland T. Blazers | 81    | 81  | 39,6 | 50,0 | 17,4 | 79,1 | 8,8  | 2,1 | 1,0 | 1,2 | 21,8 |
| 2011-2012 | Portland T. Blazers | 55    | 55  | 36,3 | 51,2 | 18,2 | 81,4 | 8,0  | 2,4 | 0,9 | 0,8 | 21,7 |
| 2012-2013 | Portland T. Blazers | 74    | 74  | 37,7 | 48,4 | 14,3 | 81,0 | 9,1  | 2,6 | 0,8 | 1,2 | 21,1 |
| 2013-2014 | Portland T. Blazers | 69    | 69  | 36,2 | 45,8 | 20,0 | 82,2 | 11,1 | 2,6 | 0,9 | 1,0 | 23,2 |
| 2014-2015 | Portland T. Blazers | 71    | 71  | 35,4 | 46,6 | 35,2 | 84,5 | 10,2 | 1,7 | 0,7 | 1,0 | 23,4 |
| 2015-2016 | San Antonio Spurs   | 74    | 74  | 30,6 | 31,3 | 0,0  | 85,8 | 8,5  | 1,5 | 0,5 | 1,1 | 18,0 |
| 2016-2017 | San Antonio Spurs   | 72    | 72  | 32,4 | 47,7 | 41,1 | 81,2 | 7,3  | 1,9 | 0,6 | 1,2 | 17,3 |
| 2017-2018 | San Antonio Spurs   | 75    | 75  | 33,5 | 51,0 | 29,3 | 83,7 | 8,5  | 2,0 | 0,6 | 1,2 | 23,1 |
| 2018-2019 | San Antonio Spurs   | 81    | 81  | 33,2 | 51,9 | 23,8 | 84,7 | 9,2  | 2,4 | 0,5 | 1,3 | 21,3 |
| 2019-2020 | San Antonio Spurs   | 53    | 53  | 33,1 | 49,3 | 38,9 | 82,7 | 7,4  | 2,4 | 0,7 | 1,7 | 18,9 |
| 2020-2021 | San Antonio Spurs   | 21    | 21  | 25,9 | 46,4 | 36,0 | 83,8 | 4,5  | 2,6 | 0,4 | 0,9 | 13,7 |
| 2020-2021 | Brooklyn Nets       | 5     | 2   | 26,0 | 52,1 | 80,0 | 100  | 4,8  | 1,9 | 0,6 | 2,2 | 12,8 |
| 2021-2022 | Brooklyn Nets       | 47    | 12  | 22,3 | 55,0 | 30,4 | 87,3 | 5,5  | 0,9 | 0,3 | 1,0 | 12,9 |
| Carriera  | Carriera            | 1.076 | 997 | 34,4 | 49,1 | 31,2 | 81,1 | 8,3  | 2,0 | 0,7 | 1,1 | 19,5 |
| All-Star  | All-Star            | 7     | 1   | 11,7 | 36,8 | 80,0 | -    | 2,9  | 0,6 | 0,1 | 0,4 | 4,6  |

#### Play-off
| Anno     | Squadra             | PG | PT | MP   | TC%  | 3P%   | TL%   | RP   | AP  | PRP | SP  | PP   |
| -------- | ------------------- | -- | -- | ---- | ---- | ----- | ----- | ---- | --- | --- | --- | ---- |
| 2009     | Portland T. Blazers | 6  | 6  | 39,5 | 49,0 | 25,0  | 70,0  | 7,5  | 1,3 | 0,5 | 1,7 | 19,5 |
| 2010     | Portland T. Blazers | 6  | 6  | 38,2 | 43,0 | 50,0  | 75,0  | 6,0  | 2,2 | 1,2 | 1,8 | 19,0 |
| 2011     | Portland T. Blazers | 6  | 6  | 43,0 | 46,1 | -     | 79,2  | 7,5  | 1,3 | 1,3 | 1,7 | 20,8 |
| 2014     | Portland T. Blazers | 11 | 11 | 40,1 | 45,2 | 66,7  | 80,0  | 10,6 | 1,5 | 0,6 | 1,6 | 26,2 |
| 2015     | Portland T. Blazers | 5  | 5  | 41,6 | 33,0 | 27,3  | 88,9  | 11,2 | 1,8 | 0,4 | 2,4 | 21,8 |
| 2016     | San Antonio Spurs   | 10 | 10 | 33,7 | 52,1 | 100,0 | 89,1  | 8,3  | 1,0 | 0,4 | 1,4 | 21,9 |
| 2017     | San Antonio Spurs   | 16 | 16 | 33,6 | 45,8 | 14,3  | 76,4  | 7,4  | 1,5 | 0,6 | 1,0 | 16,5 |
| 2018     | San Antonio Spurs   | 5  | 5  | 35,4 | 46,3 | 60,0  | 97,6* | 9,2  | 2,4 | 0,6 | 0,4 | 23,6 |
| 2019     | San Antonio Spurs   | 7  | 7  | 34,9 | 45,5 | 27,3  | 81,8  | 9,6  | 2,7 | 0,7 | 1,0 | 20,0 |
| Carriera | Carriera            | 72 | 72 | 37,1 | 45,5 | 32,7  | 82,4  | 8,5  | 1,7 | 0,7 | 1,4 | 20,8 |

#### Massimi in carriera
- Massimo di punti: 56 vs Oklahoma City Thunder (10 gennaio 2019)[10]
- Massimo di rimbalzi: 25 vs Houston Rockets (12 dicembre 2013)
- Massimo assist: 8 vs Atlanta Hawks (12 novembre 2012)
- Massimo di palle rubate: 5 vs San Antonio Spurs (19 dicembre 2014)
- Massimo di stoppate: 7 vs Denver Nuggets (28 dicembre 2010)
- Massimo di minuti giocati: 54 vs Los Angeles Clippers (12 dicembre 2008)

## Palmarès
- McDonald's All-American Game (2004)
- NBA All-Rookie First Team (2007)
- 7 volte NBA All-Star (2012, 2013, 2014, 2015, 2016, 2018, 2019)
- All-NBA Team: 5

Second Team: 2015, 2018
Third Team: 2011, 2014, 2016
- Cinquantunesimo miglior marcatore di sempre sommando ABA e NBA
- Quarantasettesimo miglior marcatore di sempre NBA